# Andrena edashigei
Andrena edashigei är en biart som beskrevs av Hirashima 1960. Andrena edashigei ingår i släktet sandbin, och familjen grävbin. Inga underarter finns listade i Catalogue of Life.